# Маунт Оберн (Илиноис)
Маунт Оберн (енгл. Mount Auburn) град је у америчкој савезној држави Илиноис.

## Демографија
По попису из 2010. године број становника је 480, што је 35 (-6,8%) становника мање него 2000. године.
| Група             | 2000.       | 2010.       |
| Белци             | 504 (97,9%) | 471 (98,1%) |
| Афроамериканци    | 0 (0,0%)    | 2 (0,4%)    |
| Азијати           | 0 (0,0%)    | 0 (0,0%)    |
| Хиспаноамериканци | 2 (0,4%)    | 4 (0,8%)    |
| Укупно            | 515         | 480         |